# Juba (francotirador)
Juba (جوبا) es el alias de un presunto francotirador de la resistencia iraquí, protagonista de varios vídeos de propaganda. El segundo de esos vídeos muestra a Juba adjudicándose la muerte de treinta y siete soldados estadounidenses con su fusil de francotirador Dragunov.
Se ignora si Juba es verdaderamente una persona física, pero el número de ataques que se adjudica y el arresto o captura de al menos dos personas que han afirmado ser Juba, sugiere que Juba puede ser un personaje ficticio, siendo realmente varios insurgentes. Se cree que «Juba» es sólo un nombre que usan francotiradores insurgentes cuando hacen vídeos de propaganda, para mostrar un cierto «aire de invencibilidad» ante su enemigo, aunque esto en sí puede ser considerado como contra-propaganda.

## Vídeos
Existen cerca de una decena de vídeos mostrando las acciones de Juba, que han circulado por Internet.

### Primer vídeo
En noviembre de 2005, un vídeo presuntamente grabado en Irak apareció en Internet.  El vídeo, atribuido al «Ejército Islámico en Irak», mostraba a nueve soldados del ejército estadounidense desplomándose aparentemente debido a los certeros disparos del francotirador Juba.
El vídeo comienza con una persona diciendo «I have nine bullets in this gun and I have a present for George Bush. I am going to kill nine people. I am doing this for the viewers to watch. God is great. God is great». («Tengo nueve balas en esta arma y tengo un regalo para George Bush. Voy a matar a nueve personas. Estoy haciendo esto para que lo vean los espectadores. Dios es grande. Dios es grande»). Tras esto, aparece alejándose de un vehículo y después se muestran una serie de escenas separadas en las que se dispara a varios individuos.

### Segundo vídeo
Un segundo vídeo sobre «Juba» fue distribuido en el 2006 en Bagdad occidental y subido a internet a fines de octubre del mismo año. El vídeo contiene una entrevista con el supuesto comandante de la división de francotiradores de Bagdad, mostrando a varios insurgentes siendo entrenados en el uso de fusiles de francotirador. El vídeo comenta el miedo generado entre las fuerzas de la Coalición por los francotiradores de la insurgencia, mostrando a «Juba» al retornar de una misión y marcando la raya número 37 en una pared. Luego se sienta para escribir una entrada en un diario. También se proclama que hay docenas de francotiradores operando en las filas del IAI (Ejército Islámico en Irak) y otras facciones, mostrando a más insurgentes siendo entrenados. El resto del vídeo muestra numerosas escenas de soldados estadounidenses siendo abatidos, con música nasheed de fondo y un comandante que explica que sus hombres son entrenados en gran parte con la información del libro The Ultimate Sniper, escrito por el Mayor del Ejército Estadounidense retirado John Plaster.

### Tercer vídeo
En diciembre del 2007, Juba - El francotirador de Bagdad 3 fue subido a internet. La calidad de producción de este vídeo ha mejorado mucho en comparación con aquellos vídeos sobre Juba hechos por el Ejército Islámico en Irak; el vídeo apareció disponible en nueve idiomas. Este video también hace referencia a una página web que está supuestamente relacionada con el personaje de Juba.

### Cuarto vídeo
En 2008, «Juba - El francotirador de Baghdad 4» fue publicado en internet en la página web ya mencionada.